# سد انگلهارد
سد انگلهارد (به لاتین: Engelhard Dam) یک سد در آفریقای جنوبی است که در پارک ملی کروگر واقع شده‌است.